# Guaranazeiro
O guaranazeiro (Paullinia cupana, variedade sorbilis (Martius) Duke) é uma planta nativa da Amazônia, que produz o fruto conhecido como guaraná. É uma espécie vegetal arbustiva e trepadeira da família das sapindáceas, cujo nome provém do termo indígena "varana", que significa árvore que sobe apoiada em outra. Cultivado inicialmente, na Amazônia pelos índios maués. Na Bahia é cultivado no baixo sul da Bahia, tornando o estado o maior produtor do país. O cultivo é de grande importância sócio-econômica para a região em virtude de ser explorado por pequenas propriedades e por ser uma atividade típica de agricultura familiar. A área cultivada na Bahia é de 8.000 ha com produção de 2.600 toneladas e uma produtividade média superior a 500 kg/ha contra menos de 300kg/ha da região produtoras da Amazônia. A produtividade dos plantios da Bahia é muito superior, visto que a região reúne condições mais propícias ao desenvolvimento da planta, com boa distribuição de chuvas ao longo do ano, solos de maior fertilidade e baixa incidência de doenças como a antracnose, além de usar tecnologias geradas pelos pesquisadores da Ceplac (IBGE,2004).

## Clima e Solo
Espécie adaptada à baixa altitude, clima quente e úmido com 85% de umidade relativa, 26ºC de temperatura média anual e precipitação anual entre 1.500 a 2000 mm. Os solos onde normalmente são plantados os guaranazeiros são de terra firme, profundos, bem drenados, porém quimicamente pobres. Plantios comerciais em solos férteis têm apresentado índices maiores de desenvolvimento vegetativo e de produtividade.

## Preparo de Mudas
A propagação do guaranazeiro por sementes é dificultada devido às suas características de perda rápida da viabilidade, não suportando desidratação acentuada nem baixa temperatura, enquadrando-se no grupo de sementes recalcitrantes. Além disso, a constituição genética altamente heterozigótica do guaranazeiro faz com que as características desejáveis sejam perdidas imediatamente, se forem propagadas por sementes, devido à segregação dos genes. As mudas propagadas por sementes devem ser oriundas de matrizes de alta produtividade e qualidade de frutos. A semente de guaraná perde o seu poder germinativo com cerca de 7 dias, daí a necessidade da urgência em realizar a semeadura, para a obtenção das mudas bem formadas. O período de formação das mudas é em média 18 meses após a semeadura. As fotos abaixo revelam a grande variabilidade genética da espécie.

## Plantio
O plantio do guaranazeiro no Sul da Bahia pode ser feito durante o ano inteiro, recomendando-se, entretanto o aproveitamento dos dias chuvosos para realização do mesmo. As covas devem ser abertas com as dimensões de 40cm em todas as direções e previamente adubadas com matéria orgânica com pelo menos 30 dias antes do plantio das mudas. Para o plantio definitivo faz-se uma seleção das mudas no viveiro, aproveitando as mais vigorosas. Os espaçamentos mais recomendados são de 4 x 4m e 5 x 4m.

## Tratos Culturais
As mudas de guaraná recém-plantadas devem ser mantidas livre do mato, evitando a concorrência em água, luz e nutrientes. Para tanto recomendam-se 2 limpas e 4 coroamentos no ano. O coroamento deve ser feito em círculo a uma distância de 1,50m em volta da planta nos dois primeiros anos e 2,00m nos anos subseqüentes.
A poda de formação é utilizada nos três anos iniciais após o plantio. Devem ser mantidos apenas 3 lançamentos emitidos a partir de uma altura de 30cm do solo. O caule principal deve ter o seu broto terminal podado com cerca de 1,70m a fim de formar uma copa mais densa e evitar o seu tombamento por excesso de altura.
A adubação é indispensável, para tanto convém realizar a análise química do solo. A primeira adubação básica é feita 3 meses após o plantio. A quantidade de fertilizante pode variar com a idade da planta. Plantios com 1 ano de idade recomenda-se aplicar 200 gramas da fórmula ( 11 - 30 - 17 ), conhecida regionalmente, como Fórmula A. A partir dos 4 anos aplicar 600 gramas da formulação indicada acima.
Nas condições do Sul da Bahia, praticamente não há problemas de pragas e doenças causando danos econômico aos guaranazeiros, ao contrário do município amazonense de Maués, o qual teve seus plantios praticamente arrasados pela antracnose em associação com outras doenças, ficou conhecido em quase todo mundo pela cultura do guaraná. Em virtude dos problemas ocorridos a produtividade no município caiu de 127 kg/ha/ano em 1982 para 43 kg/ha/ano em 1998.

## Produtos, Subprodutos e Usos
O guaraná é usado na indústria farmacêutica e na fabricação de refrigerantes, xaropes, sucos, pó e bastões. São atribuídos ao guaraná, entre outras, as seguintes propriedades: estimulante, afrodisíaco, ação tônica cardiovascular, combate a cólicas, nevralgias e enxaquecas e ação diurética e febrífuga. O uso terapêutico da cafeína pode causar dependência psíquica e síndrome da abstinência; cosmético, no tratamento de pele oleosa e celulite (USP, 2004). O guaraná contém: cafeína, proteína,açúcares, amido, tanino, potássio, fósforo, ferro, cálcio, tiamina e vitamina A. O teor da cafeína na semente do guaraná pode variar de 2,0 a 5,0 % (do peso seco), maiores que os do café (1 a 2%), mate (1%) e cacau (0,7%).

## Produtividade e Colheita
Áreas comerciais de guaranazeiros tecnicamente bem conduzidos alcançam produtividade média em torno de 1.000 kg de amêndoas secas por ha/ano a partir do sétimo ano do plantio.
A colheita é manual, retirando-se os frutos maduros (abertos) ou os cachos. Após a colheita, os frutos devem ser amontoados num galpão por dois a três dias, para uma leve fermentação. Em seguida, são despolpados, manualmente ou por meio de máquinas despolpadeiras, secados ao sol ou com auxílio de secador artificial. A secagem artificial deve lenta e durar em torno de quatro a cinco horas até atingir em torno de 9% de umidade. Temos, assim, o grão de guaraná torrado, conhecido como guaraná em rama